# Pierre Paul Émile Roux
Pierre Paul Émile Roux FRS(1853, Confolens, Charente – 1933, París) va ser un metge, bacteriòleg i immunòleg francès. Roux va ser un dels col·laboradors propers de Louis Pasteur (1822–1895), va ser cofundador de l'Institut Pasteur i responsable de la producció del sèrum antidiftèria a aquest Institut, el primer que va proporcionar una teràpia efectiva per aquesta malaltia.

## Treball amb Pasteur
Émile Duclaux recomanà Roux a Louis Pasteur, i Roux es va unir al laboratori de Pasteur com ajudant des de 1878 a 1883 a l'École Normale Supérieure de París. Roux treballà amb Pasteur en el còlera aviar (1879–1880) i àntrax (1879–1890), i va estar involucrat en el famós experiment de la vacunació d'animals contra l'àntrax a Pouilly-le-Fort.
El 1883, presentà la seva tesi doctoral titulada Des Nouvelles Acquisitions sur la Rage, on descriu la seva recerca sobre la ràbia amb Pasteur des de 1881. Junt amb els altres col·laboradors de Pasteur (Edmond Nocard, Louis Thuillier) que moriren de la malaltia a Alexandria, Roux viatjà l'any 1883 a Egipte per estudiar un brot del còlera en humans però no va aconseguir trobar el patogen, cosa que finalment sí que va fer Robert Koch (1843–1910).

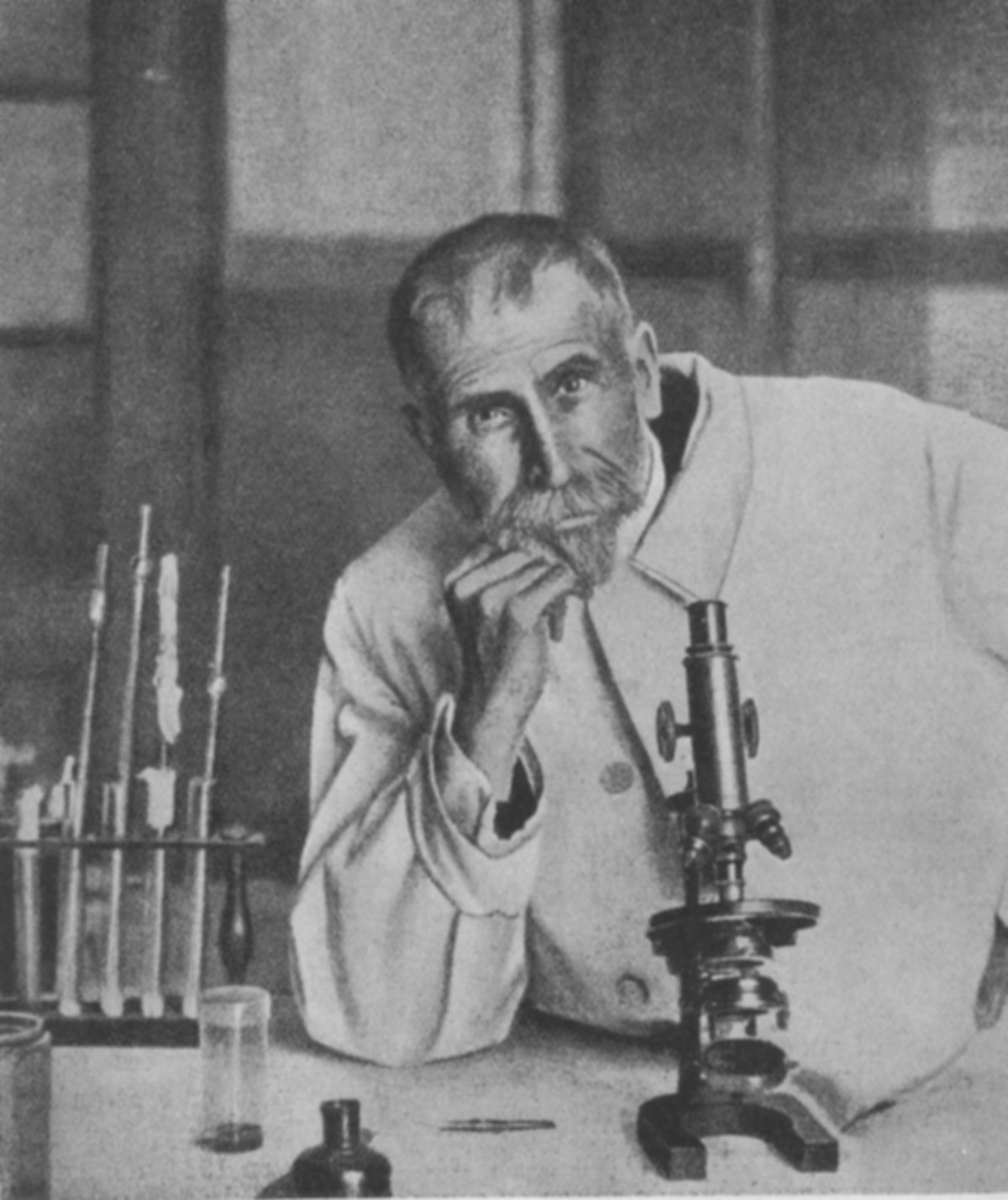
Pierre Paul Emile Roux

## Recerca en la diftèria
El 1883, Roux publicà amb Alexandre Yersin, el primer treball clàssic sobre la diftèria ocasionada pel bacil de Klebs-Loeffler, que era particularment letal en els infants. L'any 1891 va desenvolupar un sèrum efectiu contra la diftèria, a partir de la demostració feta per Emil Adolf von Behring (1854–1917) i Kitasato Shibasaburō (1852–1931) que l'anticòs contra la toxina diftèrica es podia produir mitjançant animals de laboratori, amb Auguste Chaillou en un estudi en 300 infants malalts de l'Hôpital des Enfants-Malades i Roux va ser considerat un heroi en els congressos de medicina europeus.

## Altres recerques
Roux també estudià la microbiologia i immunologia del tètanus, la tuberculosi, la sífilis, i la pneumònia. El 1904, va ser nomenat Director General de l'Institut Pasteur.